# کلییربروک (مینه‌سوتا)
کلییربروک، مینه‌سوتا (به انگلیسی: Clearbrook, Minnesota) یک شهر در ایالات متحده آمریکا است که در مینه‌سوتا واقع شده‌است.

## خصوصیات
کلییربروک ۱٫۲۷ کیلومترمربع مساحت و ۵۱۸ نفر جمعیت دارد و ۴۱۱ متر بالاتر از سطح دریا واقع شده‌است.